# 愛達荷州博伊西聖殿
愛達荷博伊西聖殿（Boise Idaho Temple）是一座耶穌基督後期聖徒教會聖殿，位於愛達荷州博伊西。愛達荷博伊西聖殿在1982年宣布興建，在1984年竣工並開放，面積35,325平方英尺（3,281.8平方）。愛達荷博伊西聖殿在2011年暫時關閉以進行翻新，並在2012年重新開放。

## 聖殿歷史
教會領袖們早在1939年就討論過在愛達荷州的西部建造一座聖殿。但是，由於教會愛達荷州大部分成員在愛達荷州的東部，領袖們決定反對建造這座聖殿，並集中精力建造愛達荷州愛達荷福爾斯聖殿。
四十五年後的1982年3月31日，教會領袖宣布將在博伊西地區建造一座聖殿。該聖殿址位於84號州際公路的出口附近，對那些沿高速公路行駛的人來說非常明顯，也是博伊西機場飛行員的可見地標。
1939年，當時教會總會會長禧伯‧郭（Heber J. Grant）受邀前往愛達荷州的首付，在那裡有15位著名的當地商人向教會提供了博伊西任何可用的地點，以建造愛達荷州的第一座聖殿，但由於愛達荷州的東部的教會成員較多，所以選擇了愛達荷福爾斯。郭會長告訴這些人，當博伊西地區的會員人數增加時，將在那裡建造一座聖殿。
1982年12月18日，大約5,000名成員擠在博伊西聖殿的遺址上，見證了十二使徒定額組的馬克·彼得森長老（Mark E. Petersen）主持的奠基儀式。
在一次特別的預演中，愛達荷州州長約翰·埃文斯（John Evans），副州長大衛·萊羅伊（David Leroy）和州務卿皮特·塞納努薩（Pete Cenarusa）參觀了博伊西聖殿的內部。246名其他宗教部長及其家人也被邀請來參觀聖殿的内部。
愛達荷博伊西聖殿在為期19天的開放日期間，預計將有70,000名遊客參觀，但確實當有128,716人參觀，這一數字超出了預期。開房後的一個月，當地接受洗禮加入教會的人通常增加一倍以上。人們甚至打電話給傳道部詢問如何受洗。
愛達荷博伊西聖殿由當時教會總會會長戈登·興格萊（Gordon B. Hinckley）分成24屆會議進行聖殿奉獻，比鹽湖城聖殿以來的任何聖殿都還多屆的奉獻會議。
愛達荷博伊西聖殿在運行的第一年就以容量的102％運行，這是對聖殿區教會成員的非凡奉獻精神的證明。
由於其高使用率，博伊西聖殿在奉獻兩年半後就關門了，爲了翻新和擴建。這座聖殿於1987年5月重新奉獻，增加了更衣室和辦公空間以及新的洗禮堂和自助餐廳。
2011年7月11日，博伊西聖殿關閉，進行了為期15個月的大規模翻修，包括新的洗禮堂入口，自助餐廳和服裝出租的拆除，地下室的擴建，新牆壁和裝飾工程，高架天花板，新飾面和家具，更新的機械系統和結構加固。美化環境包括新的人行道（現在已連接到公共人行道），樓梯，長凳，花壇和擋土牆。新植物，灌木和花朵；被石頭包裹的美麗的倒影池；和新的外部照明系統。外部的珍珠灰色大理石瓷磚被聖殿白色花崗岩所取代，因為用於粘合原始瓷磚的粘合劑開始滲出並改變了牆壁的外觀。
2012年2月16日，愛達荷博伊西聖殿東尖塔上放了一個新的金葉天使摩羅乃，作為一項大規模修工程的一部分。

## 外部連結
- 维基共享资源上的相關多媒體資源：愛達荷州博伊西聖殿
- Official Boise Idaho Temple page （页面存档备份，存于）
- Boise Idaho Temple page （页面存档备份，存于）
- Boise Idaho Temple page with interior photos